# Ихала
И́хала (фин. Ihala) — посёлок в Мийнальском сельском поселении Лахденпохском районе Республики Карелия.

## Общие сведения
Расположен на трассе Приозерск — Сортавала А129 на берегу реки Иййоки, в 10,6 км по автодороге на Райвио от Российско-финляндской границы. Административно относится к Мийнальскому сельскому поселению.
Через посёлок проходит маршрут летнего этапа Чемпионата России по авторалли «Белые ночи».

## История

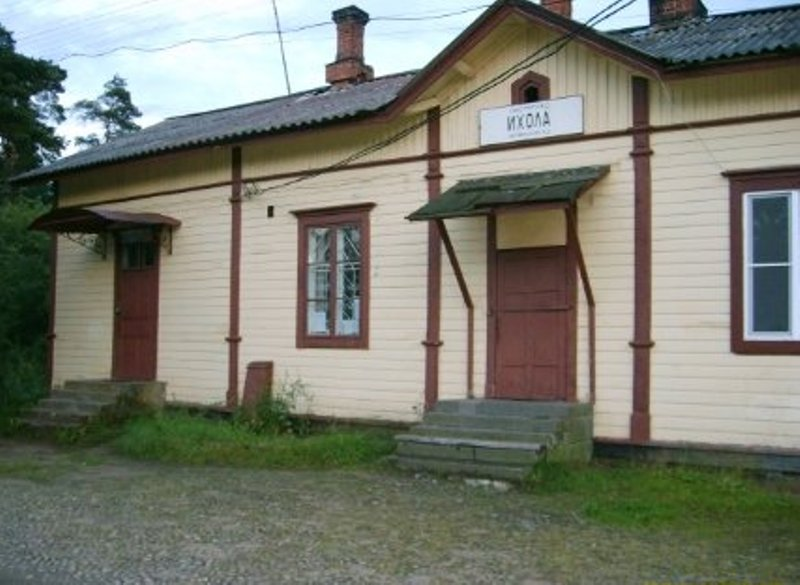
вокзал

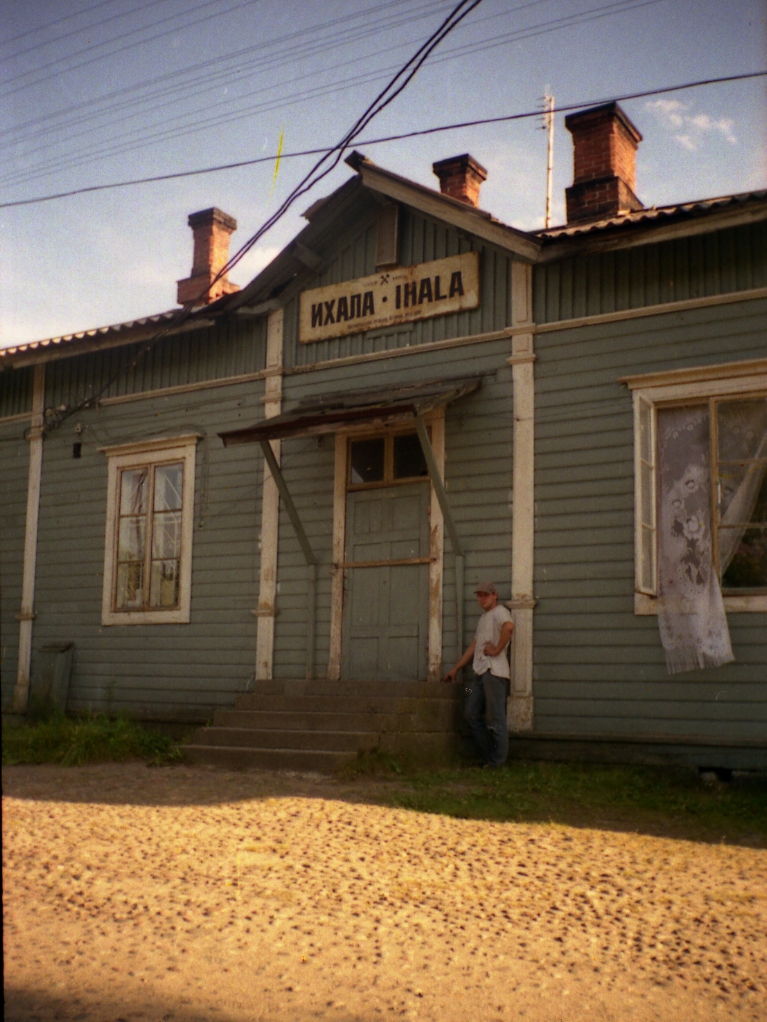

До 1917 года посёлок в составе финляндского княжества Российской империи.
В результате представления независимости Финляндии, в 1917—1939 годах в составе финской волости Лахденпохья.
По итогам Советско-финской войны (1939—1940) Лахденпохский район и в том числе посёлок Ихала отошли к СССР согласно условиям Московского мирного договора 1940 года и включены в состав Карело-Финской ССР. Финляндией была осуществлена эвакуация финского населения всего Северного Приладожья.
В августе 1941 года, в ходе Советско-финской войны (1941—1944), финские войска вышли к Ладожскому озеру и овладели Яаккима и Лахденпохья. По мере продвижения линии фронта, часть финских жителей смогла вернуться из эвакуации ещё до наступления 1942 года. В 1942 году в свои дома вернулось более 70 % жителей кунты (финской волости) Лахденпохья. Советская историческая наука числит Лахденпохский район оккупированным финскими войсками с сентября 1941 года по сентябрь 1944 года.
После выхода Финляндии из войны в сентябре 1944 года, Лахденпохский район снова отошёл к СССР и финское население вновь покинуло посёлок.
В двух километрах от поселка в 1950-х годах началось строительство трех баз отдыха для заводских рабочих. Права на постройку получили три Санкт-Петербургских завода: Всероссийский научно исследовательский институт синтетического каучука им. Лебедева(ВНИИСК), завод «Котлин-Новатор» и производственная фирма «ЭЛАСТ резинопроект». Всего было построено порядка 30 домиков, кинотеатр, клуб, медпункт. Близлежащие озёра (в народе «Купальное» и «Лодочное») были оборудованы мостками, плавучими понтонами, лодочной станцией.

## Население
Численность населения в 2002 году составляла 762 человека, в 2006 году — 862 человека.
| 2002 | 2009 | 2010 | 2013 |
| ---- | ---- | ---- | ---- |
| 762  | ↗848 | ↘735 | ↘730 |

## Экономика
В посёлке функционируют магазины продуктов и промтоваров, почта, медпункт, детский сад и школа, библиотека, животноводческая ферма.
В 5 км к югу находится месторождение графита.

## Памятники истории
В посёлке находится памятник истории — братская могила советских воинов, погибших в годы Советско-финской войны (1941—1944).В могиле захоронено 74 воина 142-й стрелковой дивизии 23-й армии, погибших в июле 1941 года в оборонительных приграничных боях.